# Onthophagus parapedisequus
Onthophagus parapedisequus är en skalbaggsart som beskrevs av Vladimir Balthasar 1969. Onthophagus parapedisequus ingår i släktet Onthophagus och familjen bladhorningar. Inga underarter finns listade i Catalogue of Life.